# Thanh An, Thanh Chương
Thanh An là một xã thuộc huyện Thanh Chương, tỉnh Nghệ An, Việt Nam.

## Lịch sử
Thanh An dưới thời Hậu Lê là làng Trung Lâm (bao gồm cả xã Thanh Chi ngày nay), huyện Thanh Chương, xứ Hoan Châu.
Thời Nguyễn là làng Ngọc Lâm thuộc tổng Võ Liệt.
Sau Cách mạng tháng 8/1945 Thanh An là xã Thọ Lâm - Vĩnh Thọ (bao gồm cả xã Thanh Thịnh ngày nay), trực thuộc Ủy ban Hành chính Thanh Chương.
Năm 1961 theo quyết định mới của Chính phủ chia tách từ Thọ Lâm - Vĩnh Thọ thành xã Thanh An, huyện Thanh Chương, tỉnh Nghệ An. Sau ngày tái lập và trực thuộc huyện Thanh Chương tỉnh Nghệ Tĩnh. Với việc chia tách Nghệ Tĩnh đến nay Thanh An thuộc huyện Thanh Chương, tỉnh Nghệ An.

## Địa lý
Xã Thanh An có diện tích 37.8 km², dân số năm 1999 là 5054 người, mật độ dân số đạt 134 người/km².
Địa giới xã Thanh An hiện nay giáp với các xã: Thanh Thịnh, Thanh Thủy, Thanh Khê, Thanh Chi và sông Lam.

## Văn hiến

### Thời phong kiến:
- Tham đốc Đô úy Lỵ Quận Công Nguyễn Cảnh Cống
- Tùy Trung Hầu Nguyễn Cảnh Sử, Nguyễn Cảnh Sĩ

### Thời hiện đại:
- Tiến sĩ Trần Văn Năm
- Đại tá Nguyễn Cảnh Thuần
- Thiếu tướng Cục trưởng cục xăng dầu quân đội Nguyễn Trọng Nhượng

### Di tích
- Đền Đức Mẹ tại chân đập Cầu Cau.
- Nhà thờ họ giáo Ngọc Lâm
- Quán Trùng Diêm
- Đình làng Ngọc Lâm

### Giáo dục và Dân sinh
- Đập Cầu Cau
- Trường Tiểu học Thanh An
- Trường THCS Thanh An